# Mulinetti
Mulinetti è una frazione del comune di Recco. Rispetto al centro della cittadina, Mulinetti si trova a ponente, vicino al confine con la limitrofa Sori.  Nota per l'eleganza delle costruzioni residenziali è rinomata anche all'estero per la sua bella spiaggia di ciottoli.
Situata alle pendici della collina di Megli, Mulinetti prende nome dalla storica presenza di due frantoi per la produzione, per lo più non commerciale, dell'olio di oliva, tuttora in funzione.

## Storia
La località sorse molto probabilmente in epoca medievale, periodo in cui lungo la riviera ligure si formarono i primi insediamenti dei monaci benedettini, che diffusero la coltura dell'olio e della vite; la toponomastica della località evoca la presenza di due mulini idraulici, ubicati nella valle del rio Sonega, atti ad azionare le macine e le presse dei frantoi; questi ultimi tuttora presenti ma alimentati da energia elettrica.

## Monumenti e luoghi d'interesse

### Architetture religiose
Cappella costruita nei primi anni '60, la chiesa di Ognissanti presenta una facciata a capanna, con due copri laterali aggettanti che permettono all'ingresso di aprirsi all'interno di una tettoia. Internamente è ad aula, con presbiterio a terminazione piatta.

### Architetture civili

#### Villa Tigellius
Singolare castello in stile neogotico con annesso grande giardino botanico, Villa Tigellius fu realizzata nel 1898 per la famiglia Peirano dall'architetto genovese Marco Aurelio Crotta. Negli anni sessanta fu donata al Comune di Milano che la trasformò in casa vacanze per studenti. Messa in vendita dal Comune di Milano nel 2011 durante il periodo di recessione per carenza di liquidità, è in stato di parziale abbandono e sono in corso lavori di restauro e consolidamento strutturale.

#### Villa Dufour
Eretta nel 1894 per volontà di Agostino Mortola, Villa Dufour si caratterizza per la sua particolare articolazione degli spazi, divisi tra il giardino affacciato sul mare e la zona a monte dove sorgono i terrazzamenti.
Dallo stile architettonico molto vario, che spazia dal neomanierismo al neobarocco, la villa prende il nome dall'imprenditore francese Laurent Dufour, che nel 1908 ne acquisì la proprietà; tutt'oggi l'edificio è di proprietà della famiglia Dufour. 
Patrocinata dal FAI, la struttura è stata restaurata recentemente ed è oggi visitabile.

## Geografia antropica
Mulinetti è caratterizzata da un piccolo centro urbano, attraversato dal viadotto ferroviario e dal ponte della Strada Statale 1 Via Aurelia, dove sono presenti i due frantoi,  la stazione ferroviaria, alcune attività commerciali e la spiaggia della "Gallinella", sottostante ai due ponti. Sono inoltre presenti ai lati est e ovest del centro due spiagge, formate prevalentemente da scogli, dedite alla balneazione e al turismo estivo:
- Ciappea: scogliera sita tra il centro di Mulinetti e Recco, dotata di uno stabilimento balneare e meta ogni estate di numerosi turisti. È raggiungibile tramite una scala che collega il lungomare a Corso Garibaldi, strada caratterizzata da numerose ville storiche.

- Bordigotto: piccola scogliera sita nel lato ovest della frazione, caratterizzata da diverse ville dotate di accesso diretto alla scogliera. È accessibile al pubblico tramite un piccolo percorso pedonale che si diparte dalla Strada Statale 1 Via Aurelia.

## Infrastrutture e trasporti

### Strade
Mulinetti è attraversata principalmente dalla strada statale 1 Via Aurelia, che la collega a levante con Recco e a ponente con Sori.

### Ferrovie
Pur trattandosi di una frazione, Mulinetti è dotata di una propria stazione ferroviaria, ubicata lungo la linea Genova Pisa.